# الفتح الروسي لسيبيريا

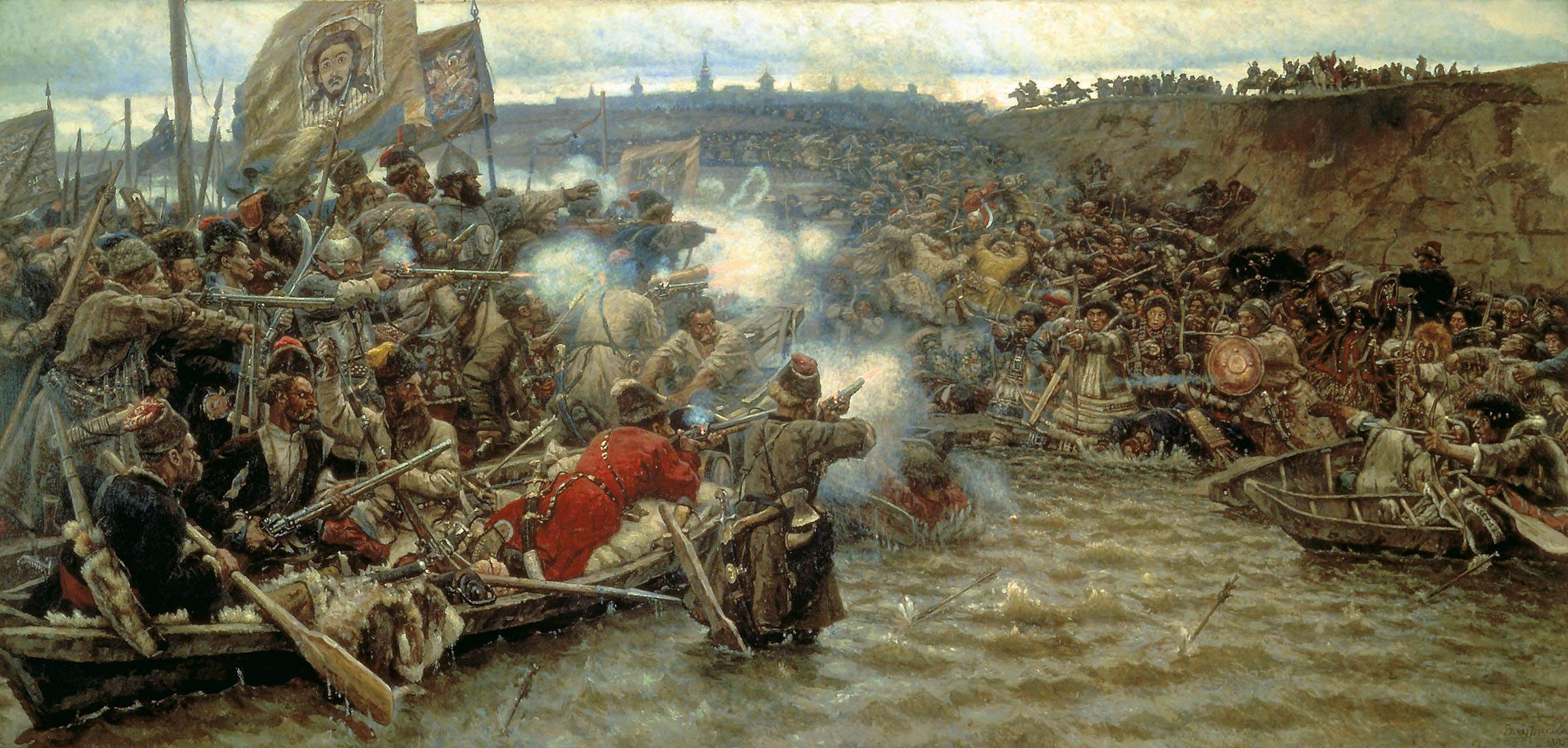
يرمك في غزو سيبيريا، لوحة للرسام فاسيلي سريكوف

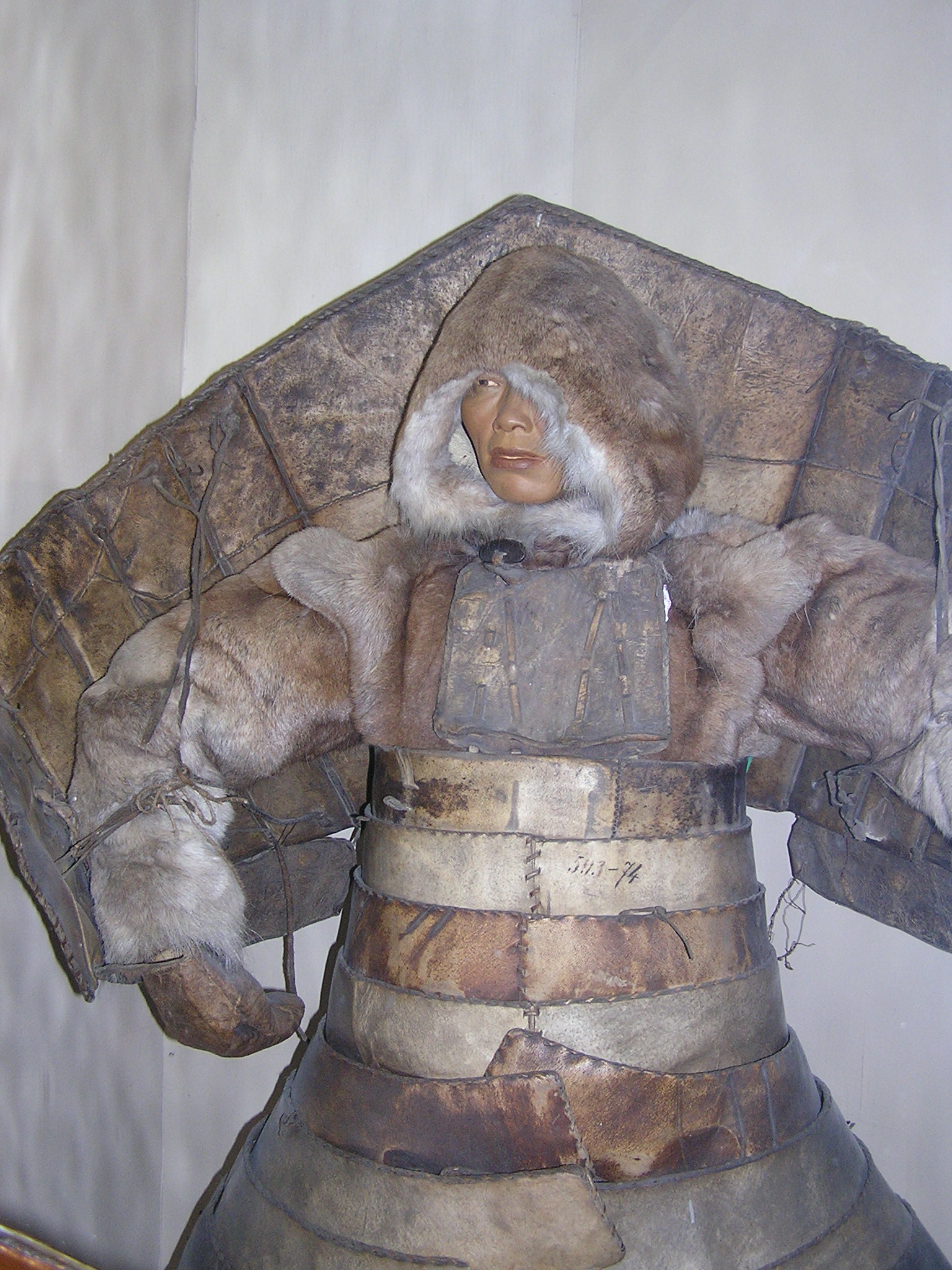
لباس من الجلود والخشب والعظام التي يرتديها واحد من السكان الأصليين السيبيريين والإسكيمو

وقع الاستعمار الروسي لسيبيريا في القرن 16، عندما أصبح خانات سيبيريا ضعافا ومقوضين بأنشطة المستكشفين الروس الذين، وإن كانوا قليلين، أرغموا القبائل الأسرية إلى تغيير ولائهم وإقامة الحصون البعيدة وقاموا بشن غارات وهجومات. لمواجهة هذا قام الخان كوشوم بمحاولة لتركيز حكمه من خلال فرض الإسلام على رعاياه، وإصلاح جهاز جمع الضرائب.
بدأت غزو سيبيريا في يوليو 1580 عندما قام نحو 540 قوزاق تحت إمرة يرماك تيموفيفيتش بغزو أراضي شعب المانسي، رعايا كوشوم، خان سيبيريا. كانوا برفقة 300 ليتواني وعمال-عبيد ألمان، ومنهم من اشتراه ستروغانوف من القيصر. في 1581 اجتازت هذه القوة الأرض المعروفة باسم أوكروغ خانتي-مانسي ذاتية الحكم وهزمت المناسي والأوستياك. في هذا الوقت استولت على جامع ضرائب تابع لكوشوم.
في أعقاب سلسلة من غارات التتار للانتقام قامت قوات يرمك الروسية بالاستعداد لحملة للاستيلاء على قشليق، عاصمة سيبيريا. شرعت القوة في التحرك في مايو 1582. بعد ثلاثة أيام من المعارك على ضفاف نهر إرتيش، انتصر يرمك ضد قوة مشتركة من الخان كوشوم وستة أمراء متحالفين من التتار. يوم 29 يونيو تعرض القوزاق لهجوم من قبل قوات التتار ولكن مرة أخرى تم صدهم.
في سبتمبر 1582 جميع أنحاء الخان تجمع قواتاه للدفاع عن قشليق. حشد من قوات تتار سيبيريا، المانسي والأوستياك احتشدت على جبل شوفاش للدفاع ضد غزو القوزاق. في 1 أكتوبر انتهت محاولة القوزاق لاقتحام حصن التتار في جبل شوفاش. في 23 تشرين الأول حاول القوزاق اقتحام حصن التتار في جبل شوفاش للمرة الرابعة عندما قام التتار بهجوم مضاد. قتل أكثر من مائة من القوزاق ولكن بإطلاق النار تراجع التتار وسمح ذلك بالقبض على اثنين من المدافع التتارية. تراجعت قوات الخان ودخل يرمك قشليق في معركة شوفاش في أكتوبر 1582.
تراجع كوشوم في السهوب وعلى مدى السنوات القليلة المقبلة سيجمع قواته. فجأة هاجم يرمك يوم 6 أغسطس 1584 في جنح الليل، وقتل معظم جيشه. التفاصيل متنازع عليها فالمصادر الروسية تدعي ان يرمك اصيب بجروح وحاول الفرار سباحة عبر نهر واغاي وهو رافد من روافد إرتيش)، ولكنه غرق بفل ثقل معداته الخاصة. تدعي المصادر التتارية ان هذه القصة اخترعت لإنقاذ شرفه، والواقع انه كان قد ذبح مع بقية جنوده أو قتل بفعل مجهولين. تراجع ما تبقى من قوات يرمك تحت قيادة مشرياك من قشليق، ودمرت المدينة بينما كانت مغادرة. في 1586 عاد الروس وبعد إخضاع شعبي الخانتي والمانسي والناس من خلال استخدام المدفعية أقاموا حصنا في تيومن قريبة من انقاض قشليق. القبائل التترية التي كانت خاضعة لكوشوم عانت من عدة هجمات من قبل الروس بين 1584-1595، ومع ذلك، لم يتم القبض عليه. أخيرا، هزم كوشوم في أغسطس 1598 في معركة أورمين بالقرب من نهر أوبي. في سياق الحرب على سيبيريا اعتقلت العائلة المالكة من قبل الروس. ومع ذلك، نجا كوشوم مرة أخرى. رحل الروس أفراد الأسرة كوشوم إلى موسكو وبقوا هناك كرهائن. المتحدرين من عائلة الخان أصبحو يعرفون باسم أمراء سيبرسكي واستمرت الأسرة على الأقل حتى أواخر القرن 19.
على الرغم من شخصيته الهروبية، انهى إلقاء القبض على أفراد أسرته أنشطة كوشوم السياسية والعسكرية ومن المفهوم أن كان قد تراجع إلى أراضي قبيلة نوغاي في جنوب سيبيريا. كما كان من المعروف أنه كان على اتصال مع القيصر، وكانت قد طلب منه منطقة صغيرة تقع على ضفاف نهر إرتيش لتصبح في سلطانه. رفض القيصر ذلك واقترح على كوشوم المجيء إلى موسكو و«اراحة نفسه» في خدمة القيصر. ومع ذلك، الخان القديم لا يريد أن يعاني من مثل هذا الازدراء ويفضل البقاء في أرضه الخاصة عوض «اراحة نفسه» في موسكو. يعتقد أن كوشوم انتقل إلى بخارى، وأصبح رجلا عجوزا أعمى، ومات في المنفى مع أقاربه البعيدين في وقت ما حوالي 1605.
بعد وفاة كوشوم وانحلال أي مقاومة منظمة في سيبيريا، تقدم الروس أولا نحو بحيرة بايكال ثم بحر أوخوتسك فنهر آمور. ومع ذلك، عندما وصلوا إلى الحدود الصينية واجهوا الناس جنودا مجهزين بقطع من المدفعية وهناك توقفوا.
وصل الروس إلى المحيط الهادئ في 1639. بعد غزو خانات سيبيريا في شمال قارة آسيا—مساحة أكبر بكثير من الخانات القديمة—أصبحت تعرف باسم سيبيريا وبحلول 1640 كانت الحدود الشرقية لروسيا قد توسعت بأكثر من عدة ملايين من الكيلومترات المربعة. العديد من المدن الحديثة الروسية في غرب سيبيريا قد تم تأسيسها خلال فترة خانات سيبيريا، بما في ذلك تيومن وتوبولسك. بمعنى من المعاني، عاش الخانات بعنوان «قيصر سيبيريا» التي أصبحت جزءا من النمط الإمبراطوري الروسي الكامل الأوتوقراطي.